# Kalinówek (Braniewo)
Kalinówek (deutsch Einigkeit) ist eine nicht mehr offizielle genannte Siedlung (polnisch Osada) in der polnischen Woiwodschaft Ermland-Masuren in der Landgemeinde Braniewo (Braunsberg) im Powiat Braniewski (Kreis Braunsberg). Bis 1945 gehörte der Ort zum Kreis Heiligenbeil in Ostpreußen.

## Geographische Lage
Die kleine Siedlung Kalinówek resp. Einigkeit liegt auf der Westwseite der Bahnau (polnisch Banówka) im Nordwesten der Woiwodschaft Ermland-Masuren, vier Kilometer südlich der früheren Kreisstadt Heiligenbeil (heute russisch Mamonowo) bzw. neun Kilometer nordöstlich der heutigen Kreismetropole Braniewo (deutsch Braunsberg).

## Geschichte
Der einstige Ort Einigkeit bestand aus einem großen Hof und war bis 1945 ein Wohnplatz innerhalb der Landgemeinde Wermten im ostpreußischen Kreis Heiligenbeil. Im Jahre 1905 zählte Einigkeit 34 Einwohner.
Als 1945 in Kriegsfolge die polnisch-sowjetische Staatsgrenze quer durch Ostpreußen gezogen wurde, verlief sie nur wenige hundert Meter nördlich von Einigkeit mitten durch den Ort Wermten. Einigkeit erhielt die polnische Namensform „Kalinówek“ und ist heute eine nicht mehr offiziell erwähnte Siedlung innerhalb der Gmina Braniewo im Powiat Braniewski, von 1975 bis 1998 der Woiwodschaft Elbląg, seither der Woiwodschaft Ermland-Masuren zugehörig.

## Religion
Entsprechen der konfessionellen Zugehörigkeit der Einwohner von Einigkeit bzw. Kalinówek war der Ort vor 1945 in die evangelische Kirche in Heiligenbeil, heute in die römisch-katholische Kirche Gronowo (Grunau) eingegliedert.

## Verkehr
Kalinówek liegt am Kreuzungspunkt zweier Straßen, die von Gronowo (an der Landesstraße 54, frühere deutsche Reichsstraße 1) über Wilki (Birkenau) nach Pęciszewo (Waltersdorf) bzw. von Lipowina (an der Woiwodschaftsstraße 507, frühere deutsche Reichsstraße 142) über Podleśne (Vorderwalde) bis zur Ortsstelle Wermten (und vor 1945 weiter bis Heiligenbeil) führen.
Eine Bahnanbindung besteht nicht.